# Coleophora angustiorella
Coleophora angustiorella is een vlinder uit de familie kokermotten (Coleophoridae). De wetenschappelijke naam is voor het eerst geldig gepubliceerd in 1903 door Fuchs.
De soort komt voor in Europa.